# Доль-де-Бретань
Доль-де-Бретань (фр. Dol-de-Bretagne — коммуна на северо-западе Франции, находится в регионе Бретань, департамент Иль и Вилен, округ Сен-Мало, центр одноименного кантона. Расположена в 26 км к юго-востоку от Сен-Мало и в 55 км к северу от Ренна. Через территорию коммуны проходит национальная автомагистраль N176. В городе имеется железнодорожная станция Доль-де-Бретань линий Ренн—Сен-Мало и Лизон-Ламбаль.
Население (2018) — 5 714 человек. 

## История
Основанный кельтами, Доль-де-Бретань в VI веке становится центром Дольской епархии, одной из древнейших в Бретани. Святой Самсон Дольский, первый епископ Доля, является одним из семи святых основателей Бретани, здесь же он захоронен. Со Средних веков Доль является частью Тро-Брейз, паломнического похода по местам захоронений всех семи святых основателей. Здесь же в 848 году был помазан на царство бретонский национальный герой и первый герцог Номиноэ.
В X веке на взморье у Доля хозяйничали Олаф Лагман, Олаф Харальдссон и другие викинги; борьбу с их хищническими набегами вёл, среди прочих, Ален Кривая Борода. В XI веке город неоднократно осаждали норманнские герцоги, включая Вильгельма Завоевателя. Во время Столетней войны город был сожжен англичанами. 
Население города с энтузиазмом встретило Великую Французскую революцию, и с 1795 года отмечает главные революционные праздники — годовщину казни короля Людовика XVI с принесением клятвы ненависти королю и анархии, а также годовщину основания Республики. Местный кафедральный собор во время Революции был превращен в конюшню.

## Достопримечательности
- Кафедральный собор Святого Самсона XIII-XVI веков, пример англо-нормандской архитектуры, преимущественно готики
- Менгир Шан-Долан, один из крупнейших на территории Бретани
- Особняк де Бове XIV века
- Особняк де ла Бель-Ноэ XVIII века

## Экономика
Структура занятости населения:
- сельское хозяйство — 1,5 %
- промышленность — 5,0 %
- строительство — 6,5 %
- торговля, транспорт и сфера услуг — 48,1 %
- государственные и муниципальные службы — 38,9 %

Уровень безработицы (2018) — 10,8 % (Франция в целом —  13,4 %, департамент Иль и Вилен — 10,4 %). 

Среднегодовой доход на 1 человека, евро (2018) — 20 270 (Франция в целом — 21 730, департамент Иль и Вилен — 22 230).

## Демография
Динамика численности населения, чел.

## Администрация
Пост мэра Доль-де-Бретань с 2008 года занимает член партии Союз демократов и независимых Дени Рапинель (Denis Rapinel). На муниципальных выборах 2020 года возглавляемый им центристский список был единственным.
| Период | Период | Фамилия       | Партия                                                                    | Примечания                                                                                                 |
| ------ | ------ | ------------- | ------------------------------------------------------------------------- | --- |
| 1971   | 1987   | Жан Амлен     | Союз демократов в поддержку республики Объединение в поддержку Республики | директор химического завода, член Генерального совета департамента, депутат Национального собрания Франции |
| 1988   | 2008   | Мишель Энё    | Объединение в поддержку Республики Союз за народное движение              | преподаватель, директор школы, член Генерального совета департамента, сенатор                              |
| 2008   |        | Дени Рапинель | Союз демократов и независимых                                             | консультант по управлению                                                                                  |

## Города-побратимы
- Стерлинг, Великобритания
- Райхельсхайм, Германия

## Уроженцы
- Алан Фиц-Флаад — родоначальник рода Фицаланов и королевского дома Стюартов

## Галерея

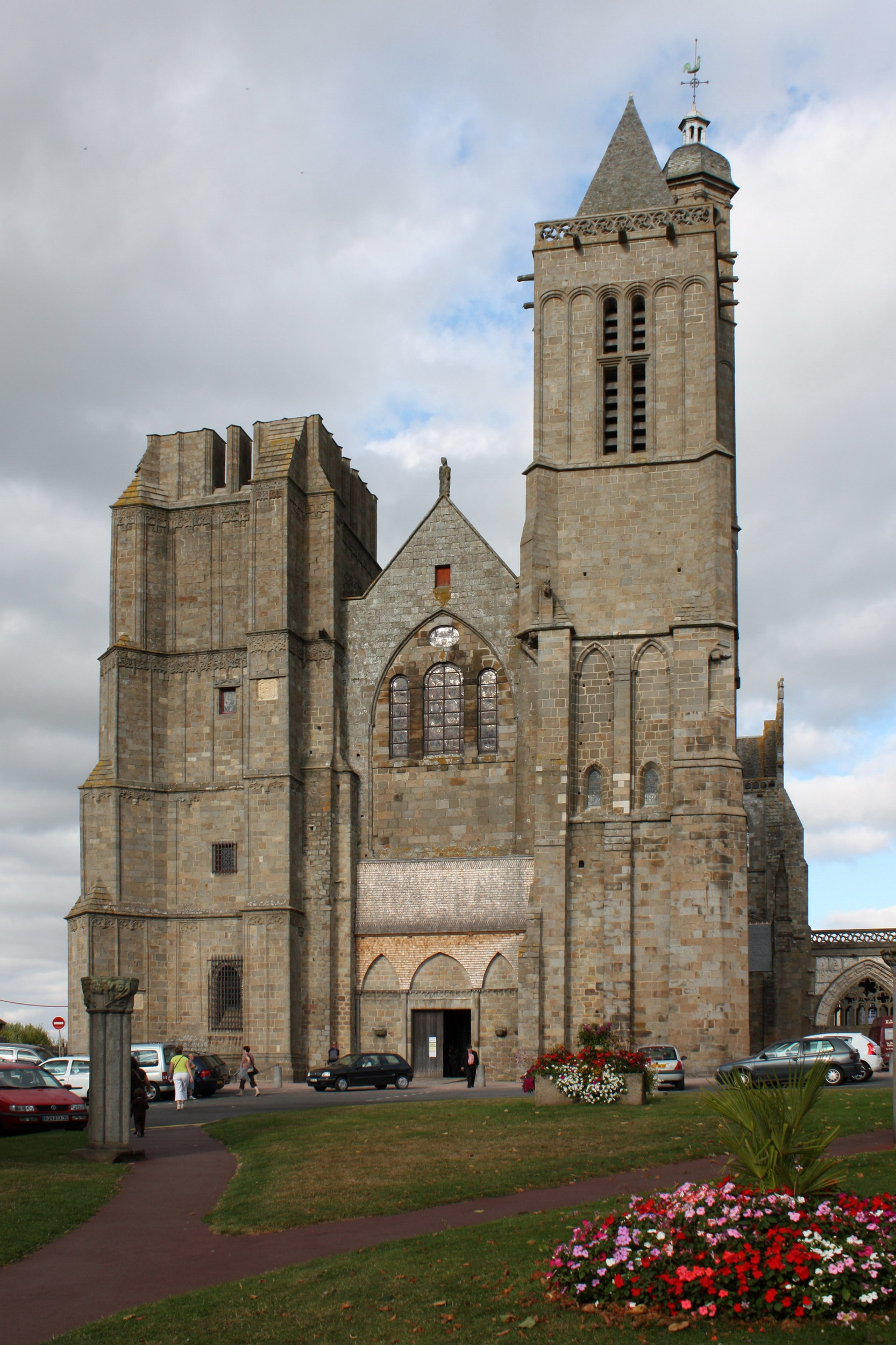
Кафедральный собор Святого Самсона
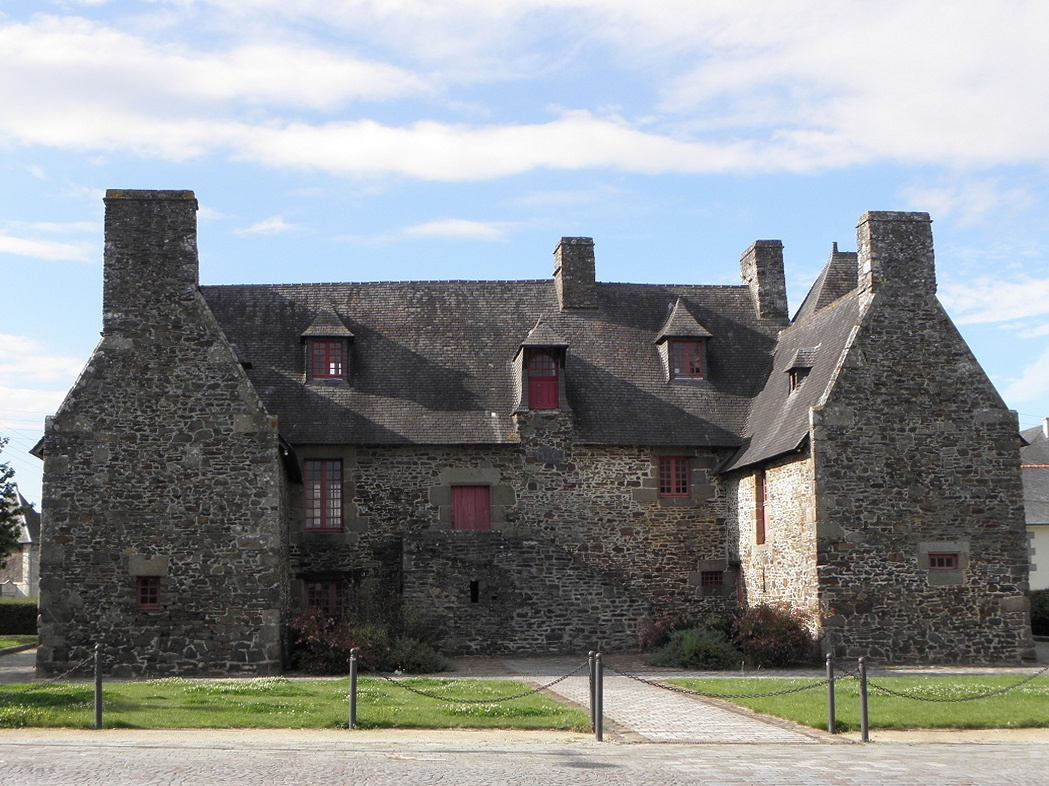
Особняк де Бове
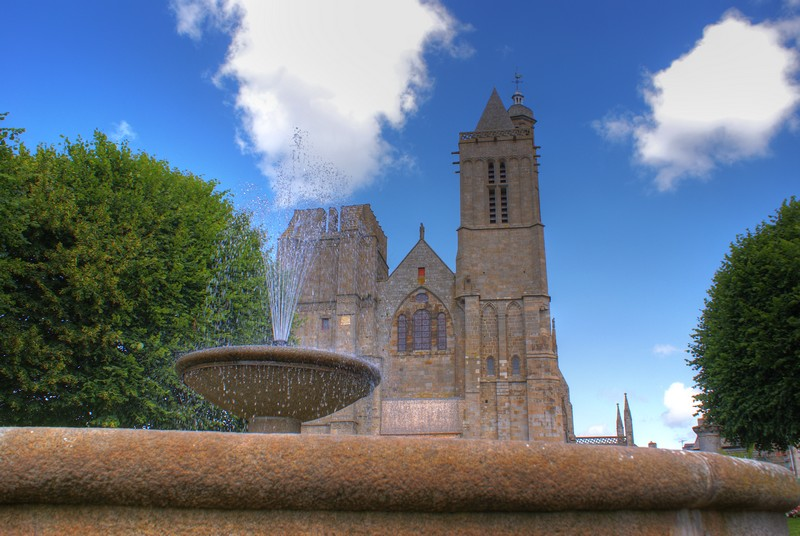
Соборная площадь
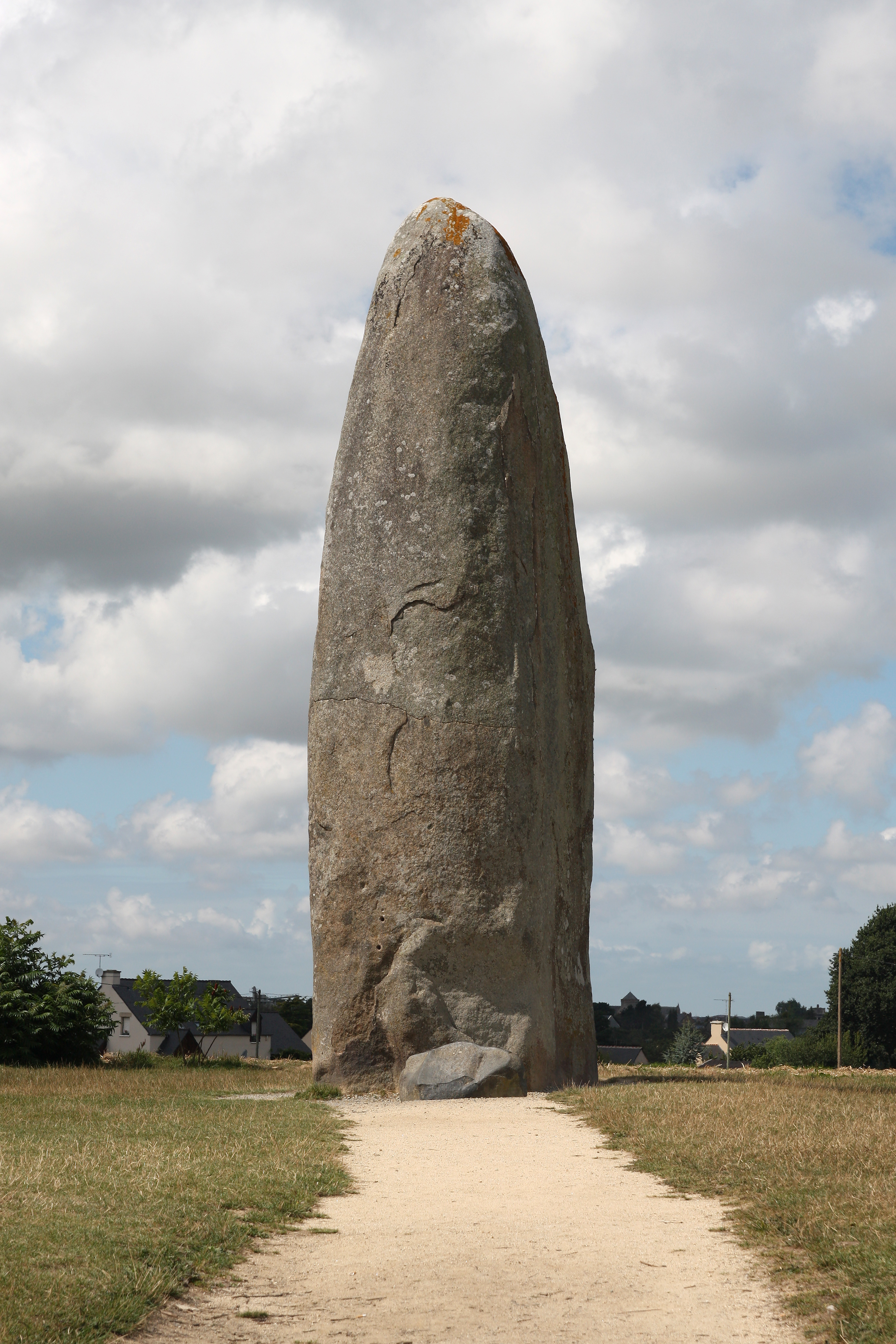
Менгир Шан-Долан